# Neobrettus cornutus
Neobrettus cornutus là một loài nhện trong họ Salticidae.
Loài này thuộc chi Neobrettus. Neobrettus cornutus được Christa L miêu tả năm 2003. Deeleman-Reinhold & Floren.